# Michel Pintoin

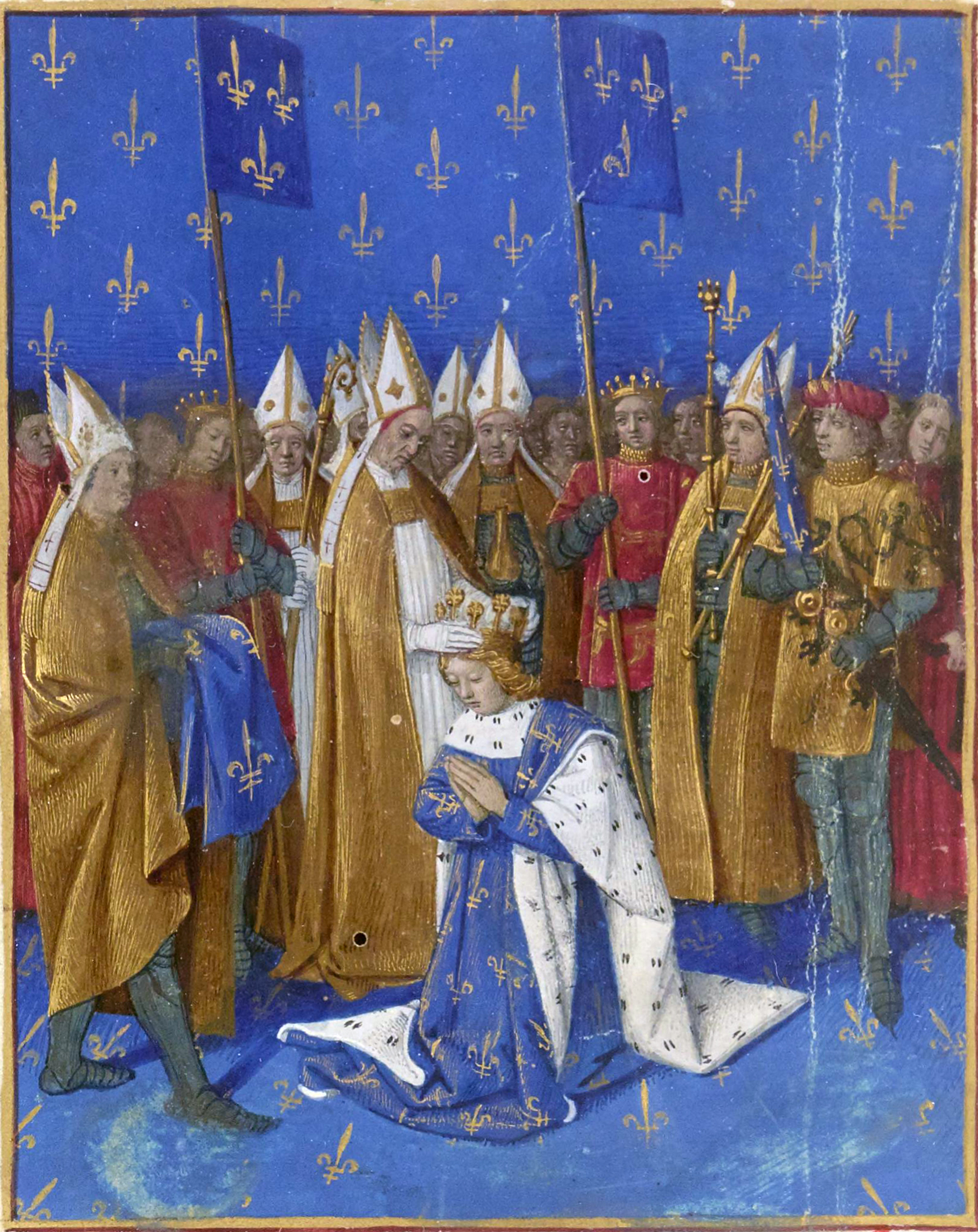
Michel Pinot narrou o reinado de Carlos VI de França, cuja coroação é mostrada nesta miniatura pintada por Jean Fouquet.

Michel Pintoin (c. 1350 – c. 1421), vulgarmente conhecido como o monge de Saint-Denis ou Religieux de Saint-Denis foi um monge, cantor e cronista francês mais conhecido por sua história do reinado de Carlos VI de França. Anônimo por muitos séculos, em 1976, o monge foi tentativamente identificado como Michel Pinton, embora estudiosos continuam a se referir a ele como "o Monge" e "Religieux".

## Monge de Saint-Denis
Michel Pinton foi identificado como um monge da Basílica de Saint-Denis, uma abadia que tinha reputação pela escrita de crônicas. Os monges em Saint-Denis foram considerados os cronistas oficiais dos reis da casa de Valois e tiveram acesso a documentos oficiais.
Como testemunhou muitos dos eventos da Guerra dos Cem Anos, o monge de Saint-Denis é considerado um cronista valioso deste período. Sua história sobre o reinado de Carlos VI, intitulada Chronique de Religieux de Saint-Denys, contenant le regne de Charles VI de 1380 a 1422, engloba todo reinado do monarca francês, em seis volumes. Originalmente escrito em latim, o trabalho foi traduzido para o francês em seis volumes por L. Bellaguet entre 1839 e 1852.
Pintoin, considerado o mais bem informado dos cronistas da corte de Carlos VI, escreveu sobre eventos, como a revolta dos camponeses ingleses no início da década de 1380 e as revoltas Harelle e Maillotins na França durante o mesmo período. Também escreveu sobre a reintegração do concelho dos Marmousets por Carlos VI, a escolha de Olivier de Clisson como condestável real, e o desastroso Baile dos Ardentes em 1393.

## Estilo
Como era clérigo, o monge escreveu sobre a Guerra dos Cem Anos de uma perspectiva que difere do cronistas seculares ou de "cavalaria" como Jean Froissart. Escrito em latim, seu tom era frequentemente semelhante a um sermão. Simpatiza com os plebeus durante a guerra e castigou os cavaleiros, a quem acreditava se comportar tão mal como soldados comuns, a tal ponto que ainda causaram danos. Sua opinião sobre a valentia cavalheiresca é resumida na seguinte passagem:
Cavaleiros sem coragem, vocês que se orgulham de sua armadura e capacetes emplumados, vocês que se glorificam em saques ... vocês que se gabavam com tanta arrogância dos feitos de valor de seus antepassados, agora se tornaram motivo de piada dos ingleses e alvo de nações estrangeiras.
Da derrota francesa na batalha de Azincourt, escreveu que ela foi causado pela arrogância dos cavaleiros franceses, que cobraram os ingleses, com o resultado de que "A nobreza da França foi capturada e resgatada como um rebanho vil dos escravos, ou então foi abatida por uma tropa obscura".

## Influência
Historiadores do século XX determinaram que Pintoin foi o responsável pela difamação da rainha Isabel da Baviera, que tem persistido desde a época de sua escrita. Uma passagem em sua crônica sugere que ela era a amante de seu cunhado Luís I, duque de Orleães, uma alegação perpetuada em outras crônicas e escrituras do início do século XV. A historiadora Rachel Gibbons acredita que os escritos do monge podem ter sido propaganda pró-Borguinhões; Tracy Adams escreveu que a alegação de Pintoin sobre uma união incestuosa com Luís de Orleães levou seus detratores não só a acreditar, mas criar inverdades adicionais sobre a rainha.